# Les Enfants (film, 2005)
Pour les articles homonymes, voir Les Enfants.
Ne doit pas être confondu avec Les Enfants (film, 1985).
Pour plus de détails, voir Fiche technique et Distribution.
Les Enfants est un film français réalisé par Christian Vincent, sorti en 2005.

## Synopsis
À Paris, Jeanne et Pierre se rencontrent. Ils ont en commun d'être divorcé et d'avoir chacun deux enfants. Il est difficile pour Pierre de vivre avec les enfants de Jeanne sans vivre avec les siens. Pas facile pour Jeanne d'être la mère de deux garçons qui ne sont pas les siens.

## Fiche technique
- Scénario : Dan Franck, Christian Vincent
- Pays de production :  France
- Langue : français
- Musique : Thomas Dutronc
- Durée : 88 minutes
- Date de sortie : 
  - France : 6 avril 2005

## Distribution
- Gérard Lanvin : Pierre Esteban
- Karin Viard : Jeanne Lancry
- Brieuc Quiniou : Victor Esteban
- Nicolas Jouxtel : Thomas « Tom » Esteban
- Phareelle Onoyan : Camille
- Martin Combes : Paul
- Nathalie Richard : Hélène
- Anne Rousselet : La maman de Max
- Léopold Szabatura : Max
- Aurélie Namur : Étudiante fac
- Géraldine Barbe : une employée de l'agence immobilière
- Lucy Samsoën : Jeune fille
- Anne Fassio : Sophie
- Valérie Nobilleau : Guide Chenonceaux
- Omar Baha
- Vincent Bowen
- Franck Cardoen
- Carole Courtin
- Anthony Dagorn
- Christine Duquenne
- Marielle Duroule
- Marie-Anne Lavaud
- Florian Feuillette
- Jeanne Lefrançois
- Juliette Pinson
- David Tissot
- Fanny Vande-Casteele